# Auster B.4
L'Auster B.4 est un avion monomoteur utilitaire léger britannique développé à partir des avions d'observation d'artillerie (A.O.P.) dont la firme de Rearsby s'était fait la spécialiste.

## Auster S
En 1951 apparut une évolution de l'Auster AOP Mk 6, dont il se distinguait par un empennage agrandi et moteur Blackburn Cirrus Bombardier 702 de 180 ch. Un seul prototype fut construit [WJ316].

## Auster B.4
Dérivé de l’Auster S, cet appareil devait pouvoir transporter du fret léger, deux civières ou trois passagers. Le fuselage était donc entièrement redessiné, l’empennage étant supporté par une poutre prolongeant la partie supérieure du fuselage, tandis que la partie arrière se terminait par une double porte cargo facilitant les opérations de chargement et déchargement. La roulette arrière du train d’atterrissage était remplacée par deux roulettes encadrant le fuselage au droit des charnières de la porte cargo. 
Un prototype prit l’air le 7 septembre 1951 [G-25-1 puis G-AMKL] et fut testé par la Royal Army (en) [XA177], mais ce cargo léger ne trouva finalement aucun débouché civil ou militaire. Redevenu [G-AMKL], il fut finalement réformé en 1958 et stocké pour pièces à Rearsby. Cet exemplaire unique a depuis été récupéré par des collectionneurs. Il était en cours de restauration à Carr Farm, Thorney (Newark) début 2003.